# Беланово Село
Беланово Село је насељено место у општини Расиња, до нове територијалне организације у саставу бивше општине Копривница, у Подравини, Хрватска.

## Историја
Почетком 20. века место има политичку власт у трговишту Лудбрег, а у црквеном потпада под православну парохију у Болфану. Школска деца похађају комуналну школу у Расињи.

## Становништво

### Број становника по пописима
| Националност   | 2001. | 1991. | 1981. | 1971. | 1961. | 1953. | 1948. | 1931. | 1921. | 1910. | 1900. | 1890. | 1880. | 1869. | 1857. |
| бр. становника | 54    | 58    | 74    | 94    | 103   | 111   | 113   | 133   | 157   | 158   | 146   | 131   | 110   | 104   | 82    |

- напомена:

Од 1910. до 1931. исказивано под именом Беланово.

### Национални састав
| Националност       | 1991.       | 1981.       | 1971.       | 1961.       |
| Срби               | 43 (74,13%) | 49 (66,21%) | 76 (80,85%) | 93 (90,29%) |
| Хрвати             | 8 (13,79%)  | 6 (8,10%)   | 13 (13,82%) | 10 (9,70%)  |
| Југословени        | 5 (8,62%)   | 18 (24,32%) | 5 (5,31%)   | 0           |
| остали и непознато | 2 (3,44%)   | 1 (1,35%)   | 0           | 0           |
| Укупно             | 58          | 74          | 94          | 103         |

## Личности
- Никола Северовић, народни херој Југославије